# Cimitero ottocentesco di Altamura
Il cimitero ottocentesco di Altamura, familiarmente chiamato il cimitero vecchio, è stato il primo cimitero della città di Altamura ed è stato costruito nel corso dell'Ottocento. Il cimitero oggi è stato inglobato all'interno del nuovo cimitero, e l'antica entrata, murata nella prima metà del Novecento, è parte della muratura esterna del nuovo cimitero. La zona del cimitero ottocentesco (all'interno del nuovo cimitero) è chiamata familiarmente il "cimitero vecchio".
La storia del cimitero è nota grazie alle minuziose ricerche d'archivio e alla pubblicazione degli storici locali Giuseppe Pupillo e Maria Santoro. La storia della sua ideazione e costruzione abbraccia tutto l'Ottocento; l'opera è stata ritardata principalmente a causa della scarsità di fondi e anche a causa di pastoie burocratiche del decurionato cittadino di Altamura. Per questo motivo, è stata definita "una storia di burocrazia, indolenza amministrativa e progetti non realizzati".
Lo stile architettonico è basato sul cosiddetto palladianesimo, cioè lo stile sviluppato da Andrea Palladio (1508-1580) nella sua opera I quattro libri dell'architettura (1570).

## Storia

### L'editto di Saint Cloud
La storia del cimitero ottocentesco di Altamura ha inizio con la promulgazione del noto editto di Saint Cloud, emanato da Napoleone Bonaparte il 12 giugno 1804. La data rappresenta uno spartiacque nella nascita dei cimiteri. In precedenza, infatti, i morti erano sepolti all'interno oppure nelle immediate vicinanze delle chiese, e la città di Altamura non fu da meno, con tutte le conseguenze che questo comportava in termini di malattie e odore nauseabondo. La realizzazione di un cimitero nella città di Altamura era divenuta nel corso dell'Ottocento obbligatoria per le nuove leggi derivate dai progressi dell'Illuminismo e che avevano come scopo la tutela della "salute pubblica" (anche se all'epoca probabilmente non si conoscevano ancora bene i rischi dei miasmi e dell'essere a contatto con corpi in putrefazione).
Diversamente da quanto comunemente si creda, il Regno di Napoli aveva già avviato un'opera di riforma e nascita dei cimiteri, a tutela della popolazione, in particolar modo per i morti di peste. In particolare, Ferdinando IV di Borbone già nel XVIII secolo aveva realizzato il primo cimitero della penisola italiana, il cimitero di Santa Maria del Popolo. Nel Regno di Napoli, l'editto di Saint Cloud fu recepito con il decreto del 19 febbraio 1813 dell'allora re di Napoli e cognato di Napoleone Gioacchino Murat. Il decreto non fu molto popolare, a causa della tradizione di allora di seppellire i morti nelle chiese.
Prima del decreto di Murat, che vietava di seppellire i defunti in città, il costume di seppellire i defunti nelle chiese di Altamura è testimoniato da molti documenti, nei quali si lamentava il "fetore" che spesso si sentiva all'interno delle chiese. Quasi tutte le chiese di Altamura (come ad esempio la Chiesa di San Domenico e la Chiesa di Santa Teresa) ospitavano defunti.

### Ferdinando IV di Napoli
Con la Restaurazione e il ritorno dei Borbone a Napoli, fu lo stesso Ferdinando IV - divenuto Ferdinando I delle Due Sicilie - a ordinare la costruzione dei camposanti per ogni città del neonato Regno delle Due Sicilie. Le disposizioni erano contenute nella legge dell'11 marzo 1817 e nel suo regolamento attuativo emanato dal Ministero degli Interni il 21 marzo 1817. La legge prevedeva che ogni città si dotasse di un camposanto per la sepoltura dei defunti per inumazione ad almeno 1 chilometro di distanza dai centri abitati. Inoltre la legge prevedeva che i lavori di costruzione terminassero tassativamente entro il 1820; pertanto, in soli 3 anni, la città di Altamura doveva dotarsi di un cimitero.

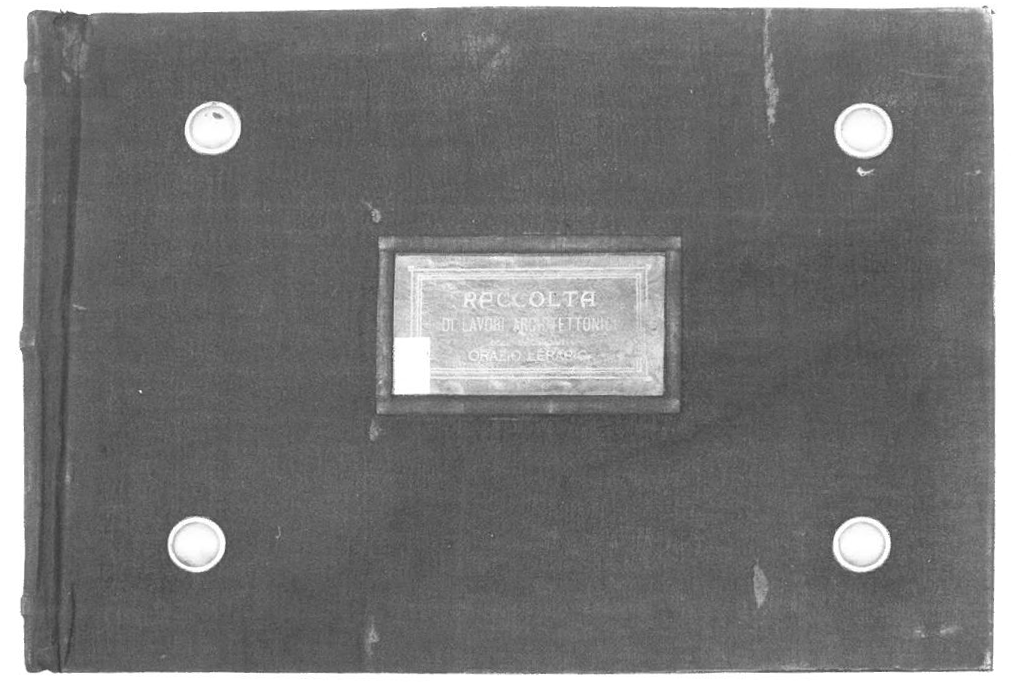
Album di Orazio Lerario, contenente i disegni e i progetti dell'architetto, donato dal figlio Virgilio Lerario e conservato presso l'Archivio Biblioteca Museo Civico di Altamura

Il regolamento attuativo della legge di Ferdinando IV di Borbone prevedeva specifici criteri per i cimiteri, e specifiche dimensioni per le tombe. Inoltre, sulla muratura interna del cimitero era previsto anche un porticato aperto diviso in sezioni che potevano essere acquistate e in cui si ospitassero le ossa dei defunti esumate dopo i 10 anni previsti. Inoltre, il loculo che avrebbe ospitato le ossa doveva contenere una croce con sopra scritto il nome del defunto.

### Una prima sistemazione
La legge di Ferdinando IV incontrò l'opposizione sia della popolazione che del clero, che così avrebbe perso una parte consistente degli introiti che derivavano dalla gestione dei cadaveri. Inoltre le amministrazioni si trovavano a dover reperire il denaro per acquistare un appezzamento di terreno idoneo e costruire un cimitero. La città di Altamura, non diversamente da quanto accadeva altrove, cominciò ad affidare incarichi ad alcuni progettisti di quel periodo per la ricerca di un terreno e per la costruzione. Fu inizialmente scelto un appezzamento di terreno nei pressi della Chiesa di San Michele delle Grotte in cui erano già state realizzate delle fosse per la tumulazione dei cadaveri.
All'incirca nel giugno del 1817, l'architetto Orazio Lerario fu incaricato di progettare un muro perimetrale di quell'area cimiteriale. Il muro era previsto in blocchi di tufo, in modo da poter riutilizzare i blocchi per un cimitero vero e proprio. Quell'area cimiteriale era però insufficiente a contenere tutte le salme e, dopo un paio di mesi, si era già riempita.
Si procedette allora alla ricerca di altri luoghi provvisori in cui sistemare i cadaveri. Nonostante gli sforzi dell'amministrazione, i morti continuarono a essere seppelliti nelle chiese suburbane, i quali erano spesso intasati e fortemente maleodoranti. Ancora nel 1821, alla scadenza del periodo per la costruzione del cimitero imposto dalla legge di Ferdinando IV, Altamura ancora non aveva un cimitero. La situazione, però, non era molto diversa da quella degli altri comuni del Regno di Napoli. Il governo del regno decise allora di richiedere la riscossione diretta da parte dei comuni delle somme accantonate per la costruzione dei cimiteri e di restituirle con gli interessi alla fine del 1821. Questo evento fece in pratica saltare la scadenza del 1821.

### Francesco I

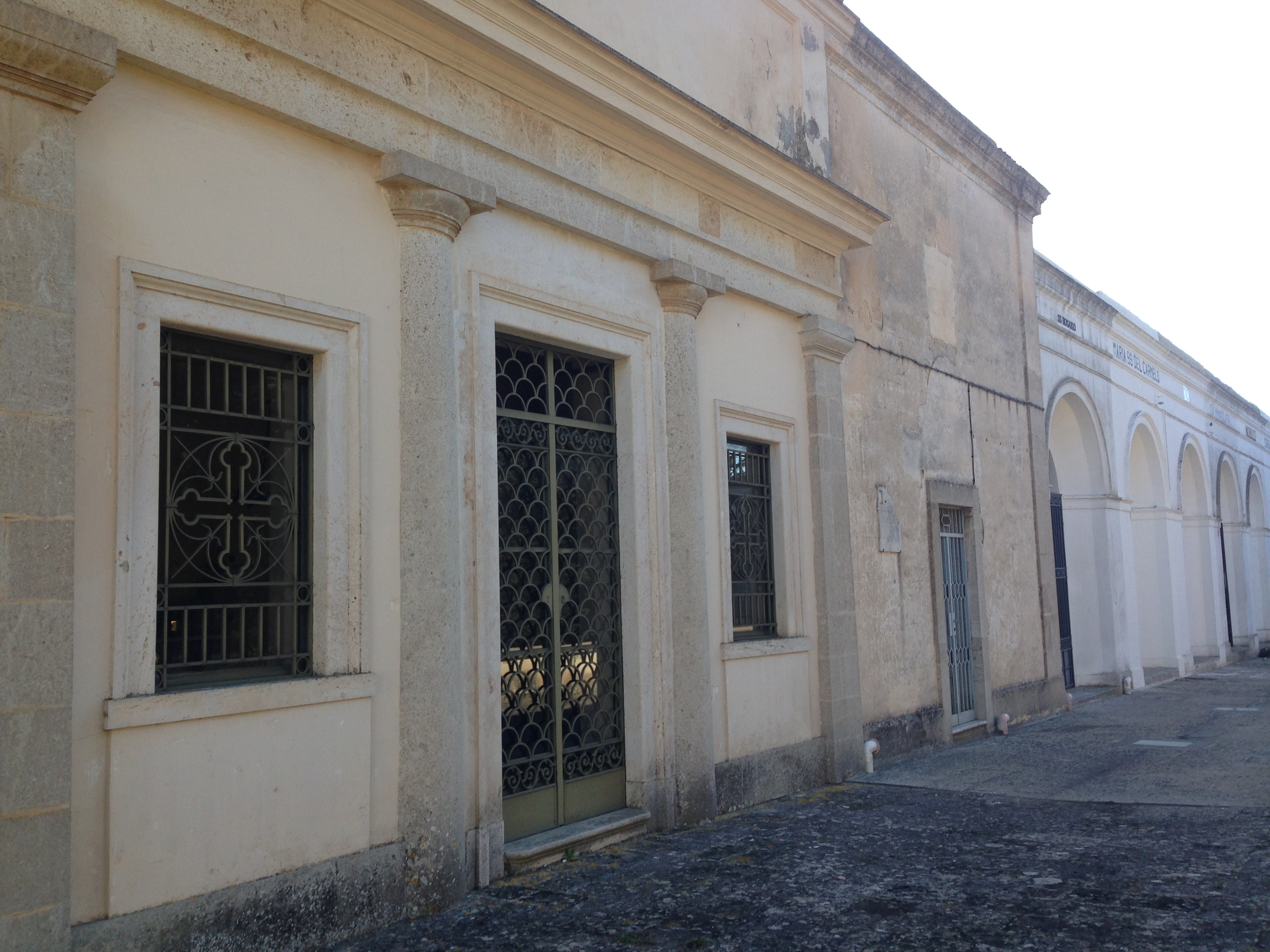
Vista dall'interno della porta di entrata del cimitero, poi chiusa e trasformata in cappella

Con la morte di Ferdinando salì al trono Francesco I delle Due Sicilie, il quale, con il R.D. 2158 del 12 dicembre 1828, ordinò che tutti i cimiteri dovessero essere perentoriamente completati entro il 1º gennaio 1831. Inoltre, a differenza della legge di Ferdinando, il decreto dava ai comuni la facoltà di scegliere tra sistema a inumazione e a tumulazione.
Il comune di Altamura si trovò in questo momento in una spiacevole situazione, in quanto le somme accantonate per la costruzione del cimitero erano state utilizzate diversamente dall'amministrazione e si ritrovava a dover provvedere alla costruzione di un cimitero nel giro di poco tempo e con scarsità di fondi. A causa dell'inerzia e della scarsa volontà dell'amministrazione della città di Altamura, l'intendente della provincia di Bari decise autonomamente di incaricare l'architetto Orazio Lerario alla progettazione di un cimitero per la città di Altamura, delegando agli amministratori locali la scelta del sito.

### Il progetto di Orazio Lerario
L'architetto Orazio Lerario consegnò al municipio, in data 30 ottobre 1830, il suo progetto di cimitero a inumazione del costo di 2.253 ducati. Nonostante il progetto fosse stato approvato, il comune si trovò ancora una volta nell'impossibilità di avviare i lavori, dal momento che non possedeva il denaro necessario. Ma la situazione non riguardava soltanto Altamura. Tanti altri comuni del Regno delle Due Sicilie si trovavano nella stessa situazione di Altamura. Nel 1836 fu indetta la gara d'appalto per l'aggiudicazione dei lavori, la qual andò deserta.
Restava, inoltre, il nodo della scelta del sito. Inizialmente si pensò a un appezzamento di terreno nei pressi della Chiesa di Sant'Agostino, di proprietà dei figli di Antonio Melodia, sotto la tutela di Tommaso Melodia, che all'epoca era molto influente in città. Nel 1840 il Comune dovette cominciare a svolgere i lavori nel luogo individuato. I lavori erano già cominciati ed erano già state scavate le fondamenta della muratura esterna allorché Melodia presentò al comune un esposto in cui richiedeva che il comune acquistasse anche la restante parte del terreno. Il Comune dovette allora procedere alla ricerca di un nuovo sito. Il sottintendente, insieme a Michelse Scodes, un ingegnere provinciale di passaggio ad Altamura, riuscirono alla fine a individuare un sito per la costruzione del cimitero. Il terreno apparteneva a Ferrante de Gemmis ed era situato in contrada Piscinella, l'area su cui sorge l'attuale cimitero. I tre tomoli di terra vennero acquistati al prezzo di 195 ducati.

### La costruzione
Determinato il sito del cimitero, si era deciso che il progetto sarebbe stato anche in questo caso quello di Orazio Lerario. Il progetto di Lerario prevedeva un cimitero non a inumazione ma a tumulazione, dal momento che il costo del primo sistema era maggiore. Inoltre, da un punto di vista geologico, il suolo della regione conteneva uno strato di roccia superficiale che non rendeva possibile lo scavo e l'inumazione dei defunti.
I lavori furono assegnati, tramite gara d'appalto, a Michelle Saulle e Pietro Baldassarre, con un ribasso del 6,25%. Il progetto di Lerario prevedeva 4 sezioni di tumulo attorno alla cappella centrale, ma di queste solo una sezione di tumuli fu completata, il 4 aprile 1842. Le altre tre non furono mai completate. Il 18 settembre 1842 ci fu la benedizione del cimitero e da quel momento si cominciò a seppellire i defunti. Il primo defunto a essere seppellito nel nuovo cimitero fu il dottor Vincenzo Lorusso.
Conformemente alle leggi dell'epoca, il cimitero includeva anche una piccola area riservata agli impenitenti, ai nati morti e non battezzati e ai morti appartenenti ad altre religioni.
Dopo soli 10 anni, il 1º aprile 1850, i 55 tumuli dell'unica sezione si erano già riempiti tutti e si tornò a seppellire nuovamente i morti nelle chiese extraurbane. Inoltre, con l'Unità d'Italia, il regolamento del 6 settembre 1871 prevedeva perentoriamente che i cimiteri dovessero essere a inumazione e non a tumulazione. Alla luce di ciò si decise che era necessario realizzare un nuovo cimitero, visto che il precedente non consentiva, per motivi geologici, l'inumazione dei cadaveri. Furono presentate varie proposte; si cercò un sito con un terreno scavabile in profondità e si considerò anche di recuperare l'area del cimitero esistente, utilizzando anche rotaie e vagoncini Decauville per portare la terra al cimitero e formare uno strato idoneo alla tumulazione.
Si arrivò anche a un progetto di cimitero nell'area di Chiuso Tamburo, di cui fu incaricato nel 1904 l'ingegnere Alberto Gennarini di Altamura, ma non verrà mai realizzato. Dopo varie peripezie si decise di continuare a utilizzare il cimitero esistente. I disegni di Gennarini dell'entrata al cimitero saranno, in seguito, ripresi per il portale d'ingresso dell'attuale cimitero nuovo, costruito nel 1942.

## Stile
Come si evince dai disegni, il progetto di Orazio Lerario era molto più complesso di quello che fu poi realizzato. La realizzazione fu infatti incompleta fondamentalmente per mancanza di denaro. All'entrata sono, però, riconoscibili l'entrata e le colonne di ordine tuscanico, mentre ai lati dell'entrata sono ben visibili due nicchie, le quali, verosimilmente, sarebbero dovute essere alloggiamenti per le statue, sebbene nei disegni del progetto di Lerario ci siano solo nicchie vuote e non ci siano statue. Nel progetto la muratura esterna avrebbe dovuto contenere delle arcate aperte, mentre nella struttura esistente le arcate sono chiuse. Il progetto prevedeva anche un portico interno addossato al muro perimetrale, al posto del quale si trovano oggi le cappelle gentilizie. Al centro era previsto anche una cappella circolare, mentre l'entrata è stata poi murata, e l'area di ingresso, che originariamente avrebbe dovuto essere la sede del custode e la camera mortuaria, è stata convertita in una cappella.